# شهرستان دنبیتسا
شهرستان دنبیتسا (به لهستانی: Powiat Dębica) یک شهرستان در لهستان است که در استان پودکارپاتسکیه واقع شده‌است. شهرستان دنبیتسا ۷۷۶٫۳۶ کیلومتر مربع مساحت و ۱۳۲٬۴۷۳ نفر جمعیت دارد.